# Svájc az 1960. évi nyári olimpiai játékokon
Svájc az olaszországi Rómában megrendezett 1960. évi nyári olimpiai játékok egyik részt vevő nemzete volt. Az országot az olimpián 16 sportágban 149 sportoló képviselte, akik összesen 6 érmet szereztek.

## Érmesek
| Érem  | Versenyző                                                  | Sportág       | Versenyszám                          |
| ----- | ---------------------------------------------------------- | ------------- | ------------------------------------ |
| Ezüst | Gustav Fischer                                             | Lovaglás      | Egyéni díjlovaglás                   |
| Ezüst | Anton Bühler Rudolf Günthardt Rolf Ruff Hans Schwarzenbach | Lovaglás      | Csapat lovastusa                     |
| Ezüst | Hans Rudolf Spillmann                                      | Sportlövészet | Férfi szabadpuska, összetett (300 m) |
| Bronz | Ernst Hürlimann Rolf Larcher                               | Evezés        | Férfi kétpárevezős                   |
| Bronz | Anton Bühler                                               | Lovaglás      | Egyéni lovastusa                     |
| Bronz | Henri Copponex Pierre Girard Manfred Metzger               | Vitorlázás    | 5,5 méteres                          |

## Atlétika
Férfi
| Versenyző                                                         | Versenyszám     | Előfutam | Előfutam | Negyeddöntő | Negyeddöntő | Elődöntő | Elődöntő | Döntő     | Döntő    |
| Versenyző                                                         | Versenyszám     | Idő      | Hely.    | Idő         | Hely.       | Idő      | Hely.    | Idő       | Helyezés |
| ----------------------------------------------------------------- | --------------- | -------- | -------- | ----------- | ----------- | -------- | -------- | --------- | -------- |
| Heinz Müller                                                      | 100 m           | 10,8     | 3.       | 10,8        | 7.          | kiesett  | kiesett  | kiesett   | kiesett  |
| Peter Laeng                                                       | 200 m           | 21,6     | 3.       | kiesett     | kiesett     | kiesett  | kiesett  | kiesett   | kiesett  |
| Sebald Schnellmann                                                | 200 m           | 21,4     | 3.       | 21,5        | 6.          | kiesett  | kiesett  | kiesett   | kiesett  |
| René Weber                                                        | 400 m           | 47,6     | 4.       | kiesett     | kiesett     | kiesett  | kiesett  | kiesett   | kiesett  |
| Christian Wägli                                                   | 800 m           | 1:48,8   | 2.       | 1:48,0      | 2.          | 1:47,3   | 2.       | 1:48,1    | 5.       |
| Bruno Galliker                                                    | 400 m gát       | 51,0     | 1.       |             | 51,3        | 3.       | 51,0     | 6.        |          |
| Walter Kammermann                                                 | 3000 m akadály  | 9:11,8   | 9.       |             |             |          |          | kiesett   | kiesett  |
| Arthur Wittwer                                                    | Maraton         |          |          |             |             |          |          | 2:34:42,2 | 44.      |
| Gabriel Reymond                                                   | 20 km gyaloglás |          |          |             |             |          |          | kizárták  | kizárták |
| Louis Marquis                                                     | 20 km gyaloglás |          |          |             |             |          |          | 1:41:59,6 | 17.      |
| Louis Marquis                                                     | 50 km gyaloglás |          |          |             |             |          |          | 5:00:13,0 | 22.      |
| René Charrière                                                    | 50 km gyaloglás |          |          |             |             |          |          | 5:09:00,8 | 27.      |
| Alfred Leiser                                                     | 50 km gyaloglás |          |          |             |             |          |          | 5:06:55,0 | 25.      |
| Peter Laeng Heinz Müller Werner Schaufelberger Sebald Schnellmann | 4 × 100 m váltó | 40,8     | 3.       |             | 40,9        | 4.       | kiesett  | kiesett   |          |
| René Weber Ernst Zaugg Hansruedi Bruder Christian Wägli           | 4 × 400 m váltó | 3:10,7   | 1.       |             | 3:09,7      | 3.       | 3:09,4   | 6.        |          |

| Versenyző        | Versenyszám   | Selejtező | Selejtező | Döntő    | Döntő    |
| Versenyző        | Versenyszám   | Eredmény  | Helyezés  | Eredmény | Helyezés |
| ---------------- | ------------- | --------- | --------- | -------- | -------- |
| René Maurer      | Magasugrás    | 195 cm    | =19.      | kiesett  | kiesett  |
| Gérard Barras    | Rúdugrás      | 400 cm    | =23.      | kiesett  | kiesett  |
| Gustav Schlosser | Távolugrás    | 727 cm    | 21.       | kiesett  | kiesett  |
| Hansruedi Jost   | Kalapácsvetés | 59,12 m   | 22.       | kiesett  | kiesett  |
| Urs von Wartburg | Gerelyhajítás | 71,56 m   | 19.       | kiesett  | kiesett  |

| Versenyző       | Versenyszám | 100 m | 100 m | Távolugrás | Távolugrás | Súlylökés | Súlylökés | Magasugrás | Magasugrás | 400 m | 400 m | 110 m gát | 110 m gát | Diszkoszvetés | Diszkoszvetés | Rúdugrás | Rúdugrás | Gerelyhajítás | Gerelyhajítás | 1500 m | 1500 m | Végeredmény | Végeredmény |
| Versenyző       | Versenyszám | Idő   | Pont  | Eredmény   | Pont       | Eredmény  | Pont      | Eredmény   | Pont       | Idő   | Pont  | Idő       | Pont      | Eredmény      | Pont          | Eredmény | Pont     | Eredmény      | Pont          | Idő    | Pont   | Pont        | Helyezés    |
| --------------- | ----------- | ----- | ----- | ---------- | ---------- | --------- | --------- | ---------- | ---------- | ----- | ----- | --------- | --------- | ------------- | ------------- | -------- | -------- | ------------- | ------------- | ------ | ------ | ----------- | ----------- |
| Fritz Vogelsang | Tízpróba    | 11,3  | 800   | 694 cm     | 767        | 11,78 m   | 562       | 170 cm     | 656        | 50,0  | 844   | 15,3      | 740       | 37,03 m       | 547           | 400 cm   | 745      | 52,61 m       | 578           | 4:27,7 | 528    | 6767        | 11.         |

## Birkózás
Kötöttfogású
| Versenyző            | Versenyszám | 1. forduló                        | 1. forduló | 1. forduló | 2. forduló                            | 2. forduló | 2. forduló | 3. forduló                     | 3. forduló | 3. forduló | 4. forduló                         | 4. forduló | 4. forduló | 5. forduló        | 5. forduló | 5. forduló | 6. forduló        | 6. forduló | 6. forduló | Döntő             | Döntő   | Döntő   | Helyezés |
| Versenyző            | Versenyszám | Ellenfél Eredmény                 | Pont       | Hely.      | Ellenfél Eredmény                     | Pont       | Hely.      | Ellenfél Eredmény              | Pont       | Hely.      | Ellenfél Eredmény                  | Pont       | Hely.      | Ellenfél Eredmény | Pont       | Hely.      | Ellenfél Eredmény | Pont       | Hely.      | Ellenfél Eredmény | Pont    | Hely.   | Helyezés |
| -------------------- | ----------- | --------------------------------- | ---------- | ---------- | ------------------------------------- | ---------- | ---------- | ------------------------------ | ---------- | ---------- | ---------------------------------- | ---------- | ---------- | ----------------- | ---------- | ---------- | ----------------- | ---------- | ---------- | ----------------- | ------- | ------- | -------- |
| Franz Burkhard       | 52 kg       | Werner Hartmann (AUT) · kétvállas | 0          | =1.        | Borivoj Vukov (YUG) · kétvállas       | 4          | =10.       | John Wilson (USA) · kétvállas  | 8          | =12.       | kiesett                            | kiesett    | kiesett    |                   |            |            |                   |            |            | kiesett           | kiesett | kiesett | 12.      |
| Richard Debrunner    | 57 kg       | Reino Tuominen (FIN) · 2-2        | 2          | =14.       | Gilberto Gramellini (ITA) · kétvállas | 6          | =17.       | kiesett                        | kiesett    | kiesett    | kiesett                            | kiesett    | kiesett    | kiesett           | kiesett    | kiesett    |                   |            |            | kiesett           | kiesett | kiesett | 17.      |
| Joseph Schmid        | 62 kg       | Elie Naasan (LIB) · 3-1           | 3          | =15.       | Rauno Mäkinen (FIN) · 3-1             | 6          | =19.       | kiesett                        | kiesett    | kiesett    | kiesett                            | kiesett    | kiesett    | kiesett           | kiesett    | kiesett    | kiesett           | kiesett    | kiesett    | kiesett           | kiesett | kiesett | 19.      |
| Hans-Jörg Hirschbühl | 73 kg       | Hicham Ido (LIB) · kétvállas      | 0          | =1.        | Matti Laakso (FIN) · 3-1              | 3          | =8.        | Robert Clark (AUS) · kétvállas | 3          | =5.        | René Schiermeyer (FRA) · kétvállas | 7          | 8.         | kiesett           | kiesett    | kiesett    | kiesett           | kiesett    | kiesett    | kiesett           | kiesett | kiesett | 8.       |
| Charles Berthoud     | 79 kg       | Russell Camilleri (USA) · 3-1     | 3          | =16.       | Yacoub Romanos (LIB) · 3-1            | 6          | =15.       | kiesett                        | kiesett    | kiesett    | kiesett                            | kiesett    | kiesett    | kiesett           | kiesett    | kiesett    | kiesett           | kiesett    | kiesett    | kiesett           | kiesett | kiesett | 15.      |
| Kurt Rusterholz      | 87 kg       | Tevfik Kiş (TUR) · 3-1            | 3          | =10.       | Piti Péter (HUN) · 3-1                | 6          | =12.       | kiesett                        | kiesett    | kiesett    | kiesett                            | kiesett    | kiesett    | kiesett           | kiesett    | kiesett    |                   |            |            | kiesett           | kiesett | kiesett | 12.      |

Szabadfogású
| Versenyző      | Versenyszám | 1. forduló                            | 1. forduló | 1. forduló | 2. forduló                            | 2. forduló | 2. forduló | 3. forduló             | 3. forduló | 3. forduló | 4. forduló                        | 4. forduló | 4. forduló | 5. forduló        | 5. forduló | 5. forduló | 6. forduló        | 6. forduló | 6. forduló | Döntő             | Döntő   | Döntő   | Helyezés |
| Versenyző      | Versenyszám | Ellenfél Eredmény                     | Pont       | Hely.      | Ellenfél Eredmény                     | Pont       | Hely.      | Ellenfél Eredmény      | Pont       | Hely.      | Ellenfél Eredmény                 | Pont       | Hely.      | Ellenfél Eredmény | Pont       | Hely.      | Ellenfél Eredmény | Pont       | Hely.      | Ellenfél Eredmény | Pont    | Hely.   | Helyezés |
| -------------- | ----------- | ------------------------------------- | ---------- | ---------- | ------------------------------------- | ---------- | ---------- | ---------------------- | ---------- | ---------- | --------------------------------- | ---------- | ---------- | ----------------- | ---------- | ---------- | ----------------- | ---------- | ---------- | ----------------- | ------- | ------- | -------- |
| Paul Hänni     | 57 kg       | Tadeusz Trojanowski (POL) · kétvállas | 4          | =16.       | Terrence McCann (USA) · kétvállas     | 8          | =16.       | kiesett                | kiesett    | kiesett    | kiesett                           | kiesett    | kiesett    | kiesett           | kiesett    | kiesett    |                   |            |            | kiesett           | kiesett | kiesett | 16.      |
| Meinrad Ernst  | 62 kg       | Kellermann József (HUN) · kétvállas   | 4          | =18.       | Vlagyimir Rubasvili (URS) · kétvállas | 8          | 23.        | kiesett                | kiesett    | kiesett    | kiesett                           | kiesett    | kiesett    | kiesett           | kiesett    | kiesett    | kiesett           | kiesett    | kiesett    | kiesett           | kiesett | kiesett | 23.      |
| Karl Bruggmann | 73 kg       | Robert Clark (AUS) · kétvállas        | 0          | =1.        | Douglas Blubaugh (USA) · kétvállas    | 4          | =9.        | Kurt Boese (CAN) · 1-3 | 5          | =9.        | Muhammed Bashir (PAK) · kétvállas | 9          | =9.        | kiesett           | kiesett    | kiesett    |                   |            |            | kiesett           | kiesett | kiesett | 9.       |
| Henri Mottier  | 79 kg       | Georg Utz (EUA) · kétvállas           | 4          | =13.       | Ed DeWitt (USA) · kétvállas           | 8          | =17.       | kiesett                | kiesett    | kiesett    | kiesett                           | kiesett    | kiesett    |                   |            |            |                   |            |            | kiesett           | kiesett | kiesett | 17.      |
| Eugen Holzherr | 87 kg       | Anatolij Albul (URS) · 3-1            | 3          | =11.       | César Ferreras (VEN) · 2-2            | 5          | =11.       | İsmet Atlı (TUR) · 3-1 | 8          | 12.        | kiesett                           | kiesett    | kiesett    | kiesett           | kiesett    | kiesett    |                   |            |            | kiesett           | kiesett | kiesett | 12.      |
| Max Widmer     | +87 kg      | Bertil Antonsson (SWE) · kétvállas    | 4          | =11.       | Wilfried Dietrich (EUA) · kétvállas   | 8          | =15.       | kiesett                | kiesett    | kiesett    | kiesett                           | kiesett    | kiesett    | kiesett           | kiesett    | kiesett    |                   |            |            | kiesett           | kiesett | kiesett | 15.      |

## Evezés
| Versenyző | Versenyszám              | Előfutam | Előfutam | Vigaszág | Vigaszág | Elődöntő | Elődöntő | Döntő   | Döntő   | Helyezés    |
| Versenyző | Versenyszám              | Idő      | Hely.    | Idő      | Hely.    | Idő      | Hely.    | Idő     | Hely.   | Helyezés    |
| --- | ------------------------ | -------- | -------- | -------- | -------- | -------- | -------- | ------- | ------- | ----------- |
| Hugo Waser | Egypárevezős             | 7:34,67  | 4.       | 7:42,00  | 2.       |          |          | kiesett | kiesett | helyezetlen |
| Ernst Hürlimann Rolf Larcher | Kétpárevezős             | 6:54,78  | 1.       | erőnyerő | erőnyerő |          |          | 6:50,59 | 3.      |             |
| Walter Knabenhans Heinrich Scherer | Kormányos nélküli kettes | 7:14,52  | 2.       | 7:22,29  | 2.       | 7:42,24  | 5.       | kiesett | kiesett | helyezetlen |
| Paul Kölliker Gottfried Kottmann Kurt Schmid Rolf Streuli                                                                                               | Kormányos nélküli négyes | 6:43,48  | 4.       | 6:42,19  | 1.       |          |          | 6:38,81 | 6.      | 6.          |
| Enrico Bianchi Émile Ess Hugo Goeggel Hans Graber Werner Kölliker Walter Osterwalder Gottfried Schär Hansruedi Scheller Werner Ehrensperger (kormányos) | Nyolcas                  | 6:17,00  | 5.       | 6:30,26  | 3.       |          |          | kiesett | kiesett | helyezetlen |

## Gyeplabda
| Svájci férfi gyeplabdacsapat-játékoskeret                                                                                          | Svájci férfi gyeplabdacsapat-játékoskeret                                                                                  |
| --- | --- |
| - Walther Arber - Jean Giubbini - Jean Glarner - Werner Hausmann - Kurt Locher - Georges Mathys - Albert Piaget - Gilbert Recordon | - Werner Schmid - Hans Straub - Kurt von Arx - René Wiedmer - Heinz Wirz - Walther Wirz - Roger Zanetti - Roland Zaninetti |

### Eredmények
| Színmagyarázat                                                                                           |
| --- |
| A csoportok első két helyezettje bejutott a negyeddöntőbe.                                               |
| A csoportok harmadik helyezettjei a 9–12. helyért, a negyedik helyezettjei a 13–16. helyért játszhattak. |

Csoportkör
D csoport
| Csapat               | M | Gy | D | V | G+ | G– | Gk | P |
| -------------------- | - | -- | - | - | -- | -- | -- | - |
| Spanyolország (ESP)  | 3 | 2  | 1 | 0 | 8  | 2  | +6 | 5 |
| Nagy-Britannia (GBR) | 3 | 1  | 2 | 0 | 4  | 1  | +3 | 4 |
| Belgium (BEL)        | 3 | 1  | 1 | 1 | 6  | 6  | 0  | 3 |
| Svájc (SUI)          | 3 | 0  | 0 | 3 | 3  | 12 | –9 | 0 |

| 1960. augusztus 27. 10:00 | Belgium (BEL)                              | 4 – 2   | Svájc (SUI)               | Stadio dei Marmi Játékvezetők: MacDowell (AUS), Glichitch (FRA) |
| 1960. augusztus 27. 10:00 | Remy 24' · M. Muschs 45' · Dubois 55', 65' | (1 – 1) | Von Arx 30' · Zanetti 59' | Stadio dei Marmi Játékvezetők: MacDowell (AUS), Glichitch (FRA) |

| 1960. augusztus 31. 15:00 | Spanyolország (ESP)                                   | 5 – 1   | Svájc (SUI) | Olympic Velodrome Játékvezetők: Lichtenfeld (GER), Schinner (GER) |
| 1960. augusztus 31. 15:00 | Murua 5' · Macaya 22' · E. Dualde 25', 66' · Usoz 31' | (4 – 1) | Zanetti 11' | Olympic Velodrome Játékvezetők: Lichtenfeld (GER), Schinner (GER) |

| 1960. szeptember 2. 10:00 | Nagy-Britannia (GBR)      | 3 – 0   | Svájc (SUI) | Olympic Velodrome Játékvezetők: Glichitch (FRA), MacDowell (AUS) |
| 1960. szeptember 2. 10:00 | Mayes 5', 63' · Scott 68' | (1 – 0) |             | Olympic Velodrome Játékvezetők: Glichitch (FRA), MacDowell (AUS) |

A 13–16. helyért
| 1960. szeptember 6. 16:30 | Olaszország (ITA) | 1 – 1   | Svájc (SUI)  | Campo Tre Fontane Játékvezetők: Franck (BEL), Matsunawa (JPN) |
| 1960. szeptember 6. 16:30 | Ballesio 6'       | (1 – 1) | Recordon 32' | Campo Tre Fontane Játékvezetők: Franck (BEL), Matsunawa (JPN) |

| 1960. szeptember 8. 09:00 | Japán (JPN)                            | 5 – 1   | Svájc (SUI) | Campo Tre Fontane Játékvezetők: Asselman (BEL), Ghosh (IND) |
| 1960. szeptember 8. 09:00 | H. Kojima 34' 49' · Kihara 51' 60' 67' | (1 – 0) | Zanetti 42' | Campo Tre Fontane Játékvezetők: Asselman (BEL), Ghosh (IND) |

| Csapat            | M | Gy | D | V | G+ | G– | Gk | P |
| ----------------- | - | -- | - | - | -- | -- | -- | - |
| Olaszország (ITA) | 2 | 1  | 1 | 0 | 3  | 2  | +1 | 3 |
| Japán (JPN)       | 2 | 1  | 0 | 1 | 6  | 3  | +3 | 2 |
| Svájc (SUI)       | 2 | 0  | 1 | 1 | 2  | 6  | –4 | 1 |

| Csapat      | Helyezés |
| ----------- | -------- |
| Svájc (SUI) | 15.      |

## Kajak-kenu
Férfi
| Versenyző                                         | Versenyszám           | Előfutam | Előfutam | Vigaszág | Vigaszág | Elődöntő | Elődöntő | Döntő   | Döntő    |
| Versenyző                                         | Versenyszám           | Idő      | Hely.    | Idő      | Hely.    | Idő      | Hely.    | Idő     | Helyezés |
| ------------------------------------------------- | --------------------- | -------- | -------- | -------- | -------- | -------- | -------- | ------- | -------- |
| Roland Huber                                      | Kajak egyes 1000 m    | 4:26,26  | 6.       | 4:24,16  | 4.       | kiesett  | kiesett  | kiesett | kiesett  |
| Hans Straub Robert Zika                           | Kajak kettes 1000 m   | 3:56,17  | 8.       | 4:01,10  | 5.       | kiesett  | kiesett  | kiesett | kiesett  |
| Hans Straub Werner Weber Robert Zika Roland Huber | Kajak váltó 4 × 500 m | 8:26,40  | 4.       | 8:36,57  | 4.       | kiesett  | kiesett  | kiesett | kiesett  |

## Kerékpározás

### Országúti kerékpározás
| Versenyző                                                | Versenyszám     | Idő              | Helyezés |
| -------------------------------------------------------- | --------------- | ---------------- | -------- |
| Hubert Bächli                                            | Mezőnyverseny   | 4:31:37 (+11:00) | 72.      |
| Emil Beeler                                              | Mezőnyverseny   | 4:20:57 (+0:20)  | 32.      |
| Erwin Jaisli                                             | Mezőnyverseny   | 4:20:57 (+0:20)  | 12.      |
| Max Wechsler                                             | Mezőnyverseny   | 4:28:40 (+8:03)  | 65.      |
| Hubert Bächli Erwin Jaisli René Rutschmann Roland Zöffel | Csapat időfutam | 2:22:09,63       | 9.       |

### Pálya-kerékpározás
Sprintverseny
| Versenyző        | Versenyszám  | 1. forduló                                           | 1. forduló | Vigaszág selejtező   | Vigaszág selejtező | Vigaszág döntő         | Vigaszág döntő | Nyolcaddöntő                                             | Nyolcaddöntő | Vigaszág selejtező                                     | Vigaszág selejtező | Vigaszág döntő           | Vigaszág döntő | Negyeddöntő          | Elődöntő             | Döntő                | Helyezés    |
| Versenyző        | Versenyszám  | Ellenfelek Győztes idő                               | Hely.      | Ellenfél Győztes idő | Hely.              | Ellenfelek Győztes idő | Hely.          | Ellenfelek Győztes idő                                   | Hely.        | Ellenfelek Győztes idő                                 | Hely.              | Ellenfél Győztes idő     | Hely.          | Ellenfél Győztes idő | Ellenfél Győztes idő | Ellenfél Győztes idő | Helyezés    |
| ---------------- | ------------ | ---------------------------------------------------- | ---------- | -------------------- | ------------------ | ---------------------- | -------------- | -------------------------------------------------------- | ------------ | ------------------------------------------------------ | ------------------ | ------------------------ | -------------- | -------------------- | -------------------- | -------------------- | ----------- |
| Kurt Rechsteiner | Férfi egyéni | Luis Muciño (MEX) · Abdul Razzaq Baloch (PAK) · 11,7 | 1.         |                      |                    |                        |                | Antoine Pellegrina (FRA) · Gilbert De Rieck (BEL) · 11,6 | 2.           | Günter Kaslowski (EUA) · Gilbert De Rieck (BEL) · 11,5 | 1.                 | Ron Baensch (AUS) · 11,6 | 2.             | kiesett              | kiesett              | kiesett              | helyezetlen |

Időfutam
| Versenyző      | Versenyszám  | Idő     | Helyezés |
| -------------- | ------------ | ------- | -------- |
| Josef Helbling | Férfi egyéni | 1:10,42 | 8.       |

Tandem
| Versenyző                | Versenyszám     | 1. forduló                                                 | Vigaszág selejtező                                   | Vigaszág döntő       | Negyeddöntő          | Elődöntő             | Döntő                | Helyezés    |
| Versenyző                | Versenyszám     | Ellenfél Győztes idő                                       | Ellenfél Győztes idő                                 | Ellenfél Győztes idő | Ellenfél Győztes idő | Ellenfél Győztes idő | Ellenfél Győztes idő | Helyezés    |
| ------------------------ | --------------- | ---------------------------------------------------------- | ---------------------------------------------------- | -------------------- | -------------------- | -------------------- | -------------------- | ----------- |
| Peter Vogel Peter Hirzel | Férfi kétüléses | Egyesült Államok (USA) · Jack Hartman · David Sharp · 11,3 | Hollandia (NED) · Rinus Paul · Mees Gerritsen · 11,5 | kiesett              | kiesett              | kiesett              | kiesett              | helyezetlen |

Üldözőverseny
| Versenyző                                                    | Versenyszám  | Selejtező                                                                                    | Selejtező | Selejtező | Negyeddöntő  | Negyeddöntő | Negyeddöntő | Elődöntő     | Elődöntő  | Elődöntő | Döntő        | Döntő     | Helyezés    |
| Versenyző                                                    | Versenyszám  | Ellenfél Idő                                                                                 | Saját idő | Hely.     | Ellenfél Idő | Saját idő   | Hely.       | Ellenfél Idő | Saját idő | Hely.    | Ellenfél Idő | Saját idő | Helyezés    |
| ------------------------------------------------------------ | ------------ | -------------------------------------------------------------------------------------------- | --------- | --------- | ------------ | ----------- | ----------- | ------------ | --------- | -------- | ------------ | --------- | ----------- |
| Hans Heinemann Egon Scheiwiller Walter Signer Werner Weckert | Férfi csapat | Franciaország (FRA) · Guy Claud · Marcel Delattre · Michel Nédélec · Jacques Suire · 4:38,46 | 4:50,00   | 2.        | kiesett      | kiesett     | kiesett     | kiesett      | kiesett   | kiesett  | kiesett      | kiesett   | helyezetlen |

## Lovaglás
Díjlovaglás
| Versenyző        | Ló           | Versenyszám | Selejtező | Selejtező | Döntő   | Döntő   | Végeredmény | Végeredmény |
| Versenyző        | Ló           | Versenyszám | Pont      | Hely.     | Pont    | Hely.   | Pont        | Helyezés    |
| ---------------- | ------------ | ----------- | --------- | --------- | ------- | ------- | ----------- | ----------- |
| Henri Chammartin | Wolfdietrich | Egyéni      | 978,0     | 8.        | kiesett | kiesett | 978,0       | 8.          |
| Gustav Fischer   | Wald         | Egyéni      | 1052,0    | 3.        | 1035,0  | 2.      | 2087,0      |             |

Díjugratás
| Versenyző  | Ló          | Versenyszám | 1. forduló | 1. forduló | 2. forduló    | 2. forduló    | Összesen    | Összesen    |
| Versenyző  | Ló          | Versenyszám | Pont       | Hely.      | Pont          | Hely.         | Pont        | Helyezés    |
| ---------- | ----------- | ----------- | ---------- | ---------- | ------------- | ------------- | ----------- | ----------- |
| Hans Moehr | Lausbub III | Egyéni      | 23,00      | =24.       | 21,75         | 20.           | 44,75       | 22.         |
| Paul Weier | Centurion   | Egyéni      | 46,25      | 43.        | nem ért célba | nem ért célba | helyezetlen | helyezetlen |

Lovastusa
| Versenyző                                                  | Ló                                        | Versenyszám | Díjlovaglás | Díjlovaglás | Tereplovaglás | Tereplovaglás | Díjugratás | Díjugratás | Végeredmény | Végeredmény |
| Versenyző                                                  | Ló                                        | Versenyszám | Bünt.       | Hely.       | Bünt.         | Hely.         | Bünt.      | Hely.      | Bünt.       | Helyezés    |
| ---------------------------------------------------------- | ----------------------------------------- | ----------- | ----------- | ----------- | ------------- | ------------- | ---------- | ---------- | ----------- | ----------- |
| Anton Bühler                                               | Gay Spark                                 | Egyéni      | -89,01      | 8.          | 50,80         | 9.            | -13,00     | 20.        | -51,21      |             |
| Rudolf Günthardt                                           | Atraba                                    | Egyéni      | -132,51     | =38.        | -49,60        | 26.           | -21,25     | 26.        | -203,36     | 20.         |
| Rolf Ruff                                                  | Gentleman III                             | Egyéni      | -142,00     | =52.        | kizárták      | kizárták      | kiesett    | kiesett    | kiesett     | kiesett     |
| Hans Schwarzenbach                                         | Burn Trout                                | Egyéni      | -125,50     | 31.         | 92,80         | 4.            | -98,75     | 35.        | -131,45     | 13.         |
| Anton Bühler Rudolf Günthardt Rolf Ruff Hans Schwarzenbach | Gay Spark Atraba Gentleman III Burn Trout | Csapat      | -347,02     | 7.          | 94,00         | 2.            | -133,00    | 6.         | -386,02     |             |

## Műugrás
Férfi
| Versenyző | Versenyszám    | Selejtező | Selejtező | Elődöntő | Elődöntő | Elődöntő | Döntő   | Döntő   | Döntő    |
| Versenyző | Versenyszám    | Pont      | Helyezés  | Pont     | Össz.    | Helyezés | Pont    | Össz.   | Helyezés |
| --------- | -------------- | --------- | --------- | -------- | -------- | -------- | ------- | ------- | -------- |
| Hans Klug | Egyéni műugrás | 38,65     | 31.       | kiesett  | kiesett  | kiesett  | kiesett | kiesett | kiesett  |

## Ökölvívás
| Versenyző     | Versenyszám | Selejtező                    | 32-es főtábla                | Nyolcaddöntő                | Negyeddöntő               | Elődöntő          | Döntő             | Helyezés |
| Versenyző     | Versenyszám | Ellenfél Eredmény            | Ellenfél Eredmény            | Ellenfél Eredmény           | Ellenfél Eredmény         | Ellenfél Eredmény | Ellenfél Eredmény | Helyezés |
| ------------- | ----------- | ---------------------------- | ---------------------------- | --------------------------- | ------------------------- | ----------------- | ----------------- | -------- |
| Paul Chervet  | Légsúly     | erőnyerő                     | Kicha Poonphol (THA) · 5-0   | Mircea Dobrescu (ROU) · KO  | kiesett                   | kiesett           | kiesett           | 9.       |
| Emile Anner   | Harmatsúly  | erőnyerő                     | Patrick Kenny (IRL) · 0-5    | kiesett                     | kiesett                   | kiesett           | kiesett           | 17.      |
| Ernst Chervet | Pehelysúly  |                              | Vicente Saldívar (MEX) · 3-2 | Juan Díaz (CHI) · 3-2       | Jerzy Adamski (POL) · 0-5 | kiesett           | kiesett           | 5.       |
| Max Meier     | Váltósúly   | Roberto Martínez (URU) · 4-1 | Franz Koschina (AUT) · RSC   | Phil Baldwin (USA) · 0-5    | kiesett                   | kiesett           | kiesett           | 9.       |
| Hans Büchi    | Középsúly   |                              | erőnyerő                     | Roy Addison (GBR) · 4-1     | Ion Monea (ROU) · RSC     | kiesett           | kiesett           | 5.       |
| Max Bösiger   | Nehézsúly   |                              | erőnyerő                     | Günter Siegmund (EUA) · RSC | kiesett                   | kiesett           | kiesett           | 9.       |

## Öttusa
| Versenyző                                | Versenyszám | Lovaglás | Lovaglás | Lovaglás | Lovaglás | Vívás    | Vívás | Vívás | Lövészet | Lövészet | Lövészet | Úszás  | Úszás | Úszás | Futás   | Futás | Futás | Összesen    | Összesen |
| Versenyző                                | Versenyszám | Idő      | Bünt.    | Pont     | Hely.    | Eredmény | Pont  | Hely. | Pontszám | Pont     | Hely.    | Idő    | Pont  | Hely. | Idő     | Pont  | Hely. | Összes pont | Helyezés |
| ---------------------------------------- | ----------- | -------- | -------- | -------- | -------- | -------- | ----- | ----- | -------- | -------- | -------- | ------ | ----- | ----- | ------- | ----- | ----- | ----------- | -------- |
| Erhard Minder                            | Egyéni      | 8:13,0   | 0        | 1141     | 4.       | 34–23    | 793   | 12.   | 186      | 820      | 25.      | 4:52,0 | 740   | 44.   | 14:49,0 | 1033  | 22.   | 4527        | 19.      |
| Werner Vetterli                          | Egyéni      | 9:08,0   | 80       | 896      | 46.      | 26–31    | 609   | 38.   | 187      | 840      | 17.      | 4:18,0 | 910   | 21.   | 15:49,0 | 853   | 39.   | 4108        | 33.      |
| Rolf Weber                               | Egyéni      | 8:53,0   | 80       | 941      | 42.      | 26–31    | 609   | 38.   | 176      | 620      | 46.      | 5:15,0 | 625   | 53.   | 15:16,0 | 952   | 29.   | 3747        | 49.      |
| Erhard Minder Werner Vetterli Rolf Weber | Csapat      |          |          | 2978     | 11.      |          | 1830  | 9.    |          | 2280     | 10.      |        | 2275  | 14.   |         | 2838  | 11.   | 12201       | 11.      |

## Sportlövészet
Férfi
| Versenyző              | Versenyszám                    | Selejtező | Selejtező  | Selejtező  | Döntő   | Döntő    |
| Versenyző              | Versenyszám                    | Csoport   | Pont       | Helyezés   | Pont    | Helyezés |
| ---------------------- | ------------------------------ | --------- | ---------- | ---------- | ------- | -------- |
| Hans Albrecht          | Gyorstüzelő pisztoly           |           |            |            | 563     | 37.      |
| Hansrüdi Schneider     | Gyorstüzelő pisztoly           |           |            |            | 586     | 4.       |
| Frédéric Michel        | Szabadpisztoly                 | B         | 354        | 8.         | 537     | 19.      |
| Albert Späni           | Szabadpisztoly                 | A         | 356        | 8.         | 546     | 6.       |
| August Hollenstein     | Szabadpuska, összetett (300 m) | B         | 562        | 5.         | 1112    | 11.      |
| Hans Rudolf Spillmann  | Szabadpuska, összetett (300 m) | A         | 570        | 1.         | 1127    |          |
| Hans Rudolf Spillmann  | Sportpuska, fekvő              | B         | 387        | 7.         | 577     | 32.      |
| Hans Schönenberger     | Sportpuska, fekvő              | A         | 390        | 6.         | 569     | 49.      |
| Hans Schönenberger     | Sportpuska, összetett          | A         | 534        | 24.        | 1117    | 22.      |
| Kurt Müller            | Sportpuska, összetett          | B         | 552        | 15.        | 1126    | 17.      |
| Pierre-André Flückiger | Trap                           |           | 95         | 3.         | 173     | 27.      |
| Louis von Sonnenberg   | Trap                           |           | nincs adat | nincs adat | kiesett | kiesett  |

## Súlyemelés
| Versenyző            | Versenyszám | Nyomás   | Nyomás   | Szakítás | Szakítás | Lökés    | Lökés    | Összesen | Helyezés |
| Versenyző            | Versenyszám | Eredmény | Helyezés | Eredmény | Helyezés | Eredmény | Helyezés | Összesen | Helyezés |
| -------------------- | ----------- | -------- | -------- | -------- | -------- | -------- | -------- | -------- | -------- |
| Hans Kohler          | 67,5 kg     | 102,5    | =21.     | 92,5     | =25.     | 127,5    | =18.     | 322,5    | 21.      |
| Georges Freiburghaus | 75 kg       | 105,0    | =18.     | 102,5    | =17.     | 125,0    | =18.     | 332,5    | 18.      |
| Roland Fidel         | 82,5 kg     | 115,0    | =16.     | 105,0    | 20.      | 145,0    | =17.     | 365,0    | 19.      |

## Torna
Férfi
| Versenyző                                                                         | Versenyszám      | Selejtező | Selejtező | Döntő    | Döntő    |
| Versenyző                                                                         | Versenyszám      | Pontszám  | Helyezés  | Pontszám | Helyezés |
| --------------------------------------------------------------------------------- | ---------------- | --------- | --------- | -------- | -------- |
| Max Benker                                                                        | Talaj            | 18,00     | =69.      | kiesett  | kiesett  |
| Max Benker                                                                        | Ugrás            | 18,35     | =28.      | kiesett  | kiesett  |
| Max Benker                                                                        | Korlát           | 19,00     | =14.      | kiesett  | kiesett  |
| Max Benker                                                                        | Nyújtó           | 18,40     | =46.      | kiesett  | kiesett  |
| Max Benker                                                                        | Gyűrű            | 18,05     | =71.      | kiesett  | kiesett  |
| Max Benker                                                                        | Lólengés         | 18,20     | =48.      | kiesett  | kiesett  |
| Max Benker                                                                        | Egyéni összetett |           |           | 110,00   | 37.      |
| André Brüllmann                                                                   | Talaj            | 17,95     | =71.      | kiesett  | kiesett  |
| André Brüllmann                                                                   | Ugrás            | 17,75     | =69.      | kiesett  | kiesett  |
| André Brüllmann                                                                   | Korlát           | 18,90     | 17.       | kiesett  | kiesett  |
| André Brüllmann                                                                   | Nyújtó           | 18,45     | =42.      | kiesett  | kiesett  |
| André Brüllmann                                                                   | Gyűrű            | 18,00     | =73.      | kiesett  | kiesett  |
| André Brüllmann                                                                   | Lólengés         | 18,10     | =54.      | kiesett  | kiesett  |
| André Brüllmann                                                                   | Egyéni összetett |           |           | 109,15   | =47.     |
| Fritz Feuz                                                                        | Talaj            | 18,20     | =52.      | kiesett  | kiesett  |
| Fritz Feuz                                                                        | Ugrás            | 18,15     | =43.      | kiesett  | kiesett  |
| Fritz Feuz                                                                        | Korlát           | 19,15     | =8.       | kiesett  | kiesett  |
| Fritz Feuz                                                                        | Nyújtó           | 17,55     | =87.      | kiesett  | kiesett  |
| Fritz Feuz                                                                        | Gyűrű            | 18,20     | =59.      | kiesett  | kiesett  |
| Fritz Feuz                                                                        | Lólengés         | 18,60     | =26.      | kiesett  | kiesett  |
| Fritz Feuz                                                                        | Egyéni összetett |           |           | 109,85   | =40.     |
| Ernst Fivian                                                                      | Talaj            | 18,95     | =7.       | kiesett  | kiesett  |
| Ernst Fivian                                                                      | Ugrás            | 18,45     | =20.      | kiesett  | kiesett  |
| Ernst Fivian                                                                      | Korlát           | 19,05     | 13.       | kiesett  | kiesett  |
| Ernst Fivian                                                                      | Nyújtó           | 18,45     | =42.      | kiesett  | kiesett  |
| Ernst Fivian                                                                      | Gyűrű            | 18,00     | =73.      | kiesett  | kiesett  |
| Ernst Fivian                                                                      | Lólengés         | 18,15     | =51.      | kiesett  | kiesett  |
| Ernst Fivian                                                                      | Egyéni összetett |           |           | 111,05   | =21.     |
| Hans Schwarzentruber                                                              | Talaj            | 18,25     | =46.      | kiesett  | kiesett  |
| Hans Schwarzentruber                                                              | Ugrás            | 18,10     | =46.      | kiesett  | kiesett  |
| Hans Schwarzentruber                                                              | Korlát           | 18,60     | =31.      | kiesett  | kiesett  |
| Hans Schwarzentruber                                                              | Nyújtó           | 17,75     | =81.      | kiesett  | kiesett  |
| Hans Schwarzentruber                                                              | Gyűrű            | 18,45     | =43.      | kiesett  | kiesett  |
| Hans Schwarzentruber                                                              | Lólengés         | 18,00     | =59.      | kiesett  | kiesett  |
| Hans Schwarzentruber                                                              | Egyéni összetett |           |           | 109,15   | =47.     |
| Edy Thomi                                                                         | Talaj            | 18,20     | =52.      | kiesett  | kiesett  |
| Edy Thomi                                                                         | Ugrás            | 17,65     | =81.      | kiesett  | kiesett  |
| Edy Thomi                                                                         | Korlát           | 18,60     | =31.      | kiesett  | kiesett  |
| Edy Thomi                                                                         | Nyújtó           | 18,45     | =42.      | kiesett  | kiesett  |
| Edy Thomi                                                                         | Gyűrű            | 16,90     | 105.      | kiesett  | kiesett  |
| Edy Thomi                                                                         | Lólengés         | 18,55     | =30.      | kiesett  | kiesett  |
| Edy Thomi                                                                         | Egyéni összetett |           |           | 108,35   | 63.      |
| Max Benker André Brüllmann Fritz Feuz Ernst Fivian Hans Schwarzentruber Edy Thomi | Csapat összetett |           |           | 551,45   | 8.       |

## Úszás
Férfi
| Versenyző                                                      | Versenyszám          | Előfutam | Előfutam | Előfutam | Elődöntő | Elődöntő | Elődöntő | Döntő   | Döntő    |
| Versenyző                                                      | Versenyszám          | Idő      | Hely.    | Össz.    | Idő      | Hely.    | Össz.    | Idő     | Helyezés |
| -------------------------------------------------------------- | -------------------- | -------- | -------- | -------- | -------- | -------- | -------- | ------- | -------- |
| Peter Bärtschi                                                 | 100 m gyors          | 1:02,9   | 7.       | 45.      | kiesett  | kiesett  | kiesett  | kiesett | kiesett  |
| Karl Fridlin                                                   | 400 m gyors          | 5:02,3   | 6.       | 37.      |          |          |          | kiesett | kiesett  |
| Hans-Ulrich Dürst                                              | 400 m gyors          | 4:52,5   | 7.       | 33.      |          |          |          | kiesett | kiesett  |
| Hans-Ulrich Dürst                                              | 1500 m gyors         | 19:21,9  | 4.       | 24.      |          |          |          | kiesett | kiesett  |
| Rainer Goltzsche                                               | 1500 m gyors         | 20:45,1  | 7.       | 30.      |          |          |          | kiesett | kiesett  |
| Rolf Burggraf                                                  | 100 m hát            | 1:11,0   | 7.       | 32.      | kiesett  | kiesett  | kiesett  | kiesett | kiesett  |
| Werner Risi                                                    | 200 m mell           | 2:56,6   | 7.       | 37.      | kiesett  | kiesett  | kiesett  | kiesett | kiesett  |
| Nicolas Wildhaber                                              | 200 m mell           | 2:58,7   | 7.       | 38.      | kiesett  | kiesett  | kiesett  | kiesett | kiesett  |
| Peter Bärtschi Rainer Goltzsche Karl Fridlin Hans-Ulrich Dürst | 4 × 200 m gyorsváltó | 9:18,1   | 7.       | 15.      |          |          |          | kiesett | kiesett  |

Női
| Versenyző                    | Versenyszám | Előfutam | Előfutam | Előfutam | Döntő   | Döntő    |
| Versenyző                    | Versenyszám | Idő      | Hely.    | Össz.    | Idő     | Helyezés |
| ---------------------------- | ----------- | -------- | -------- | -------- | ------- | -------- |
| Doris Gontersweiler-Vetterli | 100 m hát   | 1:19,6   | 7.       | 25.      | kiesett | kiesett  |
| Maya Hungerbühler            | 200 m mell  | 3:10,1   | 8.       | 27.      | kiesett | kiesett  |

## Vitorlázás
Nyílt
| Versenyző                                          | Versenyszám     | Futam | Futam | Futam | Futam | Futam | Futam | Futam | Pontszám | Helyezés |
| Versenyző                                          | Versenyszám     | 1     | 2     | 3     | 4     | 5     | 6     | 7     | Pontszám | Helyezés |
| -------------------------------------------------- | --------------- | ----- | ----- | ----- | ----- | ----- | ----- | ----- | -------- | -------- |
| Louis Schiess                                      | Finn dingi      | 265   | 303   | 323   | 230   | 441   | 283   | (183) | 1845     | 26.      |
| Hans Bryner Urs-Ulrich Bucher                      | Csillaghajó     | (738) | 817   | 1215  | 817   | 914   | 738   | 1215  | 5716     | 5.       |
| Michel Buzzi Pierre Siegenthaler                   | Repülő hollandi | 814   | 689   | (231) | 446   | 747   | 1291  | 446   | 4433     | 9.       |
| Henri Copponex Pierre Girard Manfred Metzger       | 5,5 méteres     | 903   | 1380  | 778   | 681   | 477   | 903   | (266) | 5122     |          |
| Pierre Camoletti Gilbert Casalecchi Robert Thorens | Sárkányhajó     | (171) | 231   | 453   | 210   | 171   | 302   | 302   | 1669     | 21.      |

## Vívás
Férfi
| Versenyző                                                                                    | Versenyszám       | Csoportkör | Csoportkör | Csoportkör | Csoportkör | Csoportkör                 | Csoportkör  | Csoportkör        | Csoportkör | Csoportkör        | Csoportkör | Helyezés    |
| Versenyző                                                                                    | Versenyszám       | 1. kör | 1. kör     | 2. kör | 2. kör     | Negyeddöntő                | Negyeddöntő | Elődöntő          | Elődöntő   | Döntő             | Döntő      | Helyezés    |
| Versenyző                                                                                    | Versenyszám       | Ellenfél Eredmény | Hely.      | Ellenfél Eredmény | Hely.      | Ellenfél Eredmény          | Hely.       | Ellenfél Eredmény | Hely.      | Ellenfél Eredmény | Hely.      | Helyezés    |
| -------------------------------------------------------------------------------------------- | ----------------- | --- | ---------- | --- | ---------- | -------------------------- | ----------- | ----------------- | ---------- | ----------------- | ---------- | ----------- |
| Jean Cerottini                                                                               | Tőr, egyéni       | 3. csoport · Franck Delhem (BEL) · 5-4 · Borisz Sztavrev (BUL) · 5-4 · Leif Klette (NOR) · 5-4 · Allan Jay (GBR) · 4-5 · Tănase Mureșanu (ROU) · 0-5                                               | 2.         | 5. csoport · Christian d’Oriola (FRA) · 5-2 · Enrique González (ESP) · 5-3 · Alberto Pellegrino (ITA) · 1-5 · Ryszard Parulski (POL) · 2-5 · Tănase Mureșanu (ROU) · 3-5                              | 5.         | kiesett                    | kiesett     | kiesett           | kiesett    | kiesett           | kiesett    | helyezetlen |
| Claudio Polledri                                                                             | Tőr, egyéni       | 10. csoport · Abderraouf El-Fassy (MAR) · 5-2 · Eberhard Mehl (EUA) · 2-5 · Ryszard Parulski (POL) · 4-5 · Albert Axelrod (USA) · 2-5 · Jaime Duque (COL) · nem vívtak                             | 5.         | kiesett | kiesett    | kiesett                    | kiesett     | kiesett           | kiesett    | kiesett           | kiesett    | helyezetlen |
| Michel Steininger                                                                            | Tőr, egyéni       | 1. csoport · Mark Midler (URS) · 5-4 · Orlando Azinhais (POR) · 5-0 · Funamizu Micujuki (JPN) · 3-5 · Joseph Paletta Jr. (USA) · 3-5 · Ahmed El-Husseini (RAU) · 3-5                               | 4.         | kiesett | kiesett    | kiesett                    | kiesett     | kiesett           | kiesett    | kiesett           | kiesett    | helyezetlen |
| Michel Steininger                                                                            | Párbajtőr, egyéni | 11. csoport · Yves Dreyfus (FRA) · 6-5 · Bill Hoskyns (GBR) · 5-2 · Ibrahim Osman (LIB) · 4-5 · Roger Theisen (LUX) · 4-5 · Richard Stone (AUS) · 5-6 · Pedro Cabrera (ESP) · 3-5                  | 6.         | kiesett | kiesett    | kiesett                    | kiesett     | kiesett           | kiesett    | kiesett           | kiesett    | helyezetlen |
| Jules Amez-Droz                                                                              | Párbajtőr, egyéni | 6. csoport · Janusz Kurczab (POL) · 5-1 · Robert Schiel (LUX) · 5-3 · Abbes Harchi (MAR) · 5-2 · John Simpson (AUS) · 5-3 · Bruno Habārovs (URS) · 5-6 · Christopher Bland (IRL) · 3-5             | 3.         | 6. csoport · Bill Hoskyns (GBR) · 5-4 · Ibrahim Osman (LIB) · 5-3 · Janusz Kurczab (POL) · 2-5 · Adalbert Gurath Jr. (ROU) · 5-6 · Armand Mouyal (FRA) · 3-5 · Rájátszás: · Armand Mouyal (FRA) · 3-5 | 5.         | kiesett                    | kiesett     | kiesett           | kiesett    | kiesett           | kiesett    | helyezetlen |
| Claudio Polledri                                                                             | Párbajtőr, egyéni | 3. csoport · David Micahnik (USA) · 5-1 · Abderrahman Sebti (MAR) · 5-3 · Tabucsi Kazuhiko (JPN) · 3-5 · Alberto Pellegrino (ITA) · 3-5 · Raúl Martínez (ARG) · 2-5 · George Carpenter (IRL) · 4-5 | 6.         | kiesett | kiesett    | kiesett                    | kiesett     | kiesett           | kiesett    | kiesett           | kiesett    | helyezetlen |
| Jules Amez-Droz Hans Bässler Paul Meister Claudio Polledri Charles Ribordy Michel Steininger | Párbajtőr, csapat | 3. csoport · Szovjetunió (URS) · 1-9 · Libanon (LIB) · 8 (26)-8 (23) | 2.         | Franciaország (FRA) · 8 (64)-8 (66) |            | Nagy-Britannia (GBR) · 5-9 |             | kiesett           |            | kiesett           |            | =5.         |